# Блідонога садова мурашка
Блідонога садова мурашка (лат. Lasius alienus) — вид з роду Lasius, підродини Formicinae (родини мурахів), що включає дрібних за розміром та як правило земляних мурашок. Робітники мають довжину близько 2-4 мм, самки крупніше (7-9 мм).

## Поширення
Трапляється в Європі, від Іспанії до Кавказу.

## Екологія
Мешкає переважно у відкритих, переважно сухих стаціях (більш теплих та сухих в порівнянні з Lasius niger), але також і в освітлених, переважно дубових лісах.

## Генетика
Геном виду Lasius alienus: 0,31 пг (C value)